# Klovibaktin
A klovibaktin (Novo29) a Gram-negatív β-proteobaktérium Eleftheria terrae ssp. carolinából izolált kísérleti antibiotikum, mely a Gram-pozitív patogén baktériumok ellen észlelhető rezisztencia nélkül hat egy hidrofób felületet használva több fontos peptidoglikán-prekurzor (például undekaprenil-pirofoszfát, lipid II, lipid IIIWTA) pirofoszfátcsoportjait támadja.

## Történet
Az Eleftheria terrae baktériumot 2014-ben fedezték fel Maine-ben egy füves területen, ekkor azonosították az általa termelt 11 aminosavas depszipeptidet, a teixobaktint is. 2023 januárjában azonosították az általa termelt 8 aminosavas klovibaktint E. terrae ssp. carolina Δbat1 révén – a mutációra azért volt szükség, mert a vad típusú E. terrae ssp. carolina kalimantacint is termel a bat1 enzim révén. Fontos különbség köztük, hogy míg a kalimantacin nem hat a Bacillus subtilisra, a klovibaktin igen.

## Bioszintézis
Shukla et al. 2023-ban bioszintézise egyik lehetséges útját is megadták, melyben először egy fenilalanin-tioészter keletkezik adenilációval és tiolációval, majd kondenzáció, adeniláció és tioláció ismétlődésével a tioésztercsoport a következő aminosavra kerül. A szerin és az aszparaginsav elhelyezése közt azonban két kondenzáció történik. Az első 6 aminosavat a cloA helyezi a peptidre, a 7.-et és a 8.-at viszont már a cloB. Ezután a cloC szállítja a cloD-hez, mely tioészterázként a peptidet gyűrűvé zárja, a tioészter pedig megszűnik.
A vegyületben 3 
d-aminosav van, ezek a 2. helyen lévő leucin, a 3. helyen lévő lizin és az 5. helyen lévő hidroxiaszparagin. Ez utóbbi különösen fontos az antibiotikus aktivitáshoz.

## Hatásmechanizmus
A klovibaktin több, a peptidoglikán felépítéséhez fontos prekurzor pirofoszfátcsoportját célozza a megváltoztatható részek célzása nélkül, gátolva a rezisztenciát. A teixobaktinhoz hasonlóan kizárólag baktériumokat öl el: feltehetően a lipid II-vel együtt kizárólag azok membránjain keletkező toxikus szálakat termelnek.

## Fordítás
Ez a szócikk részben vagy egészben  a   Clovibactin című angol Wikipédia-szócikk ezen változatának fordításán alapul.  Az eredeti cikk szerkesztőit annak laptörténete sorolja fel. Ez a jelzés csupán a megfogalmazás eredetét és a szerzői jogokat jelzi, nem szolgál a cikkben szereplő információk forrásmegjelöléseként.